# Shunta Shimura
Shunta Shimura (志村 駿太 Shimura Shunta?), född 26 april 1997 i Gunma prefektur, är en japansk fotbollsspelare.
Shimura började sin karriär 2016 i Thespakusatsu Gunma.